# 永明公主
永明公主（？—906年），唐朝公主，是中国唐朝第十九代皇帝唐昭宗李晔的十一个女儿之一。她的生母不详，史书仅仅记载了她的封号永明公主，永明公主没到适婚年龄，就于天祐三年（906年）七月二十日去世。唐哀帝李柷为她罢朝三日。